# نادي الدرع
نادي الدرع هو نادي كرة قدم سعودي في مدينة الدوادمي يلعب في دوري الدرجة الثالثة السعودي، تأسس عام 1396هـ. تولى رئاسته عبد الله بن إبراهيم القويز

## تشكيلة الفريق الحالية
ملاحظة: تشير الأعلام إلى المنتخب الوطني على النحو المحدد في قواعد الأهلية للفيفا. قد يحمل اللاعبون أكثر من جنسية واحدة غير تابعة للفيفا.
| الرقم | البلد    | المركز | اللاعب             |
| ----- | -------- | ------ | ------------------ |
| --    | السعودية | حارس   | عبد العزيز الأحمدي |
| --    | السعودية | حارس   | حسن مؤمنة          |
| --    | السعودية | حارس   | محمد العتيبي       |
| --    | السعودية | مدافع  | عبد الإله الصنيتان |
| --    | السعودية | مدافع  | عبد العزيز السويلم |
| --    | السعودية | مدافع  | صلاح عريجه         |
| --    | السعودية | مدافع  | علي بكري           |
| --    | تونس     | مدافع  | بلحسن الماجري      |
| --    | السعودية | مدافع  | حسن سرور           |
| --    | السعودية | مدافع  | مشعل الحسين        |
| --    | السعودية | مدافع  | فرج المولد         |
| --    | السعودية | مدافع  | خالد الشمراني      |
| --    | السعودية | وسط    | بدر الجهني         |

| الرقم | البلد    | المركز | اللاعب            |
| ----- | -------- | ------ | ----------------- |
| --    | السعودية | وسط    | عبد الله البار    |
| --    | السعودية | وسط    | عبد العزيز البيشي |
| --    | السعودية | وسط    | أحمد بانعمة       |
| --    | السعودية | وسط    | عبد الإله حقوي    |
| --    | السعودية | وسط    | علي القلقمي       |
| --    | السعودية | وسط    | متعب الشهري       |
| --    | السنغال  | وسط    | بابي سيسيه        |
| --    | تونس     | وسط    | علاء بن رمضان     |
| --    | السعودية | وسط    | نايف الدلبحي      |
| --    | السعودية | مهاجم  | حسن القحطاني      |
| --    | السعودية | مهاجم  | حسن ياسر          |
| --    | السعودية | مهاجم  | عصام أبو داود     |

## انظر أيضًَا
- الدوادمي
- نادي الهلال

## وصلات خارجية
- نادي الدرع مصنع الأبطال.